# Købestævne
Købestævne, er et marked eller en messe hvor man mødes for at købe og sælge forskellige objekter.
Tilbage i tiden menes det at nordboerne, i det 12. og ind i det 13. århundrede, deltog i Brügges, Belgien, store købestævne.

## Dansk Købestævne i Fredericia – (Fredericia købestævne)
Det første officielle danske købestævne fandt sted i Fredericia fra den 1. til den 8.september 1913 og blev afviklet sidste gang i 1986, efter at have været arrangeret 70 gange.
Ideen og inspirationen til at etablere et købestævne opstod første gang i 1910, hvor byen fik besøg af fregatten Jylland, som i 1910 besøgte en række danske havnebyer, med en vandreudstilling, Køb Dansk, etableret af landsforeningen Dansk Arbejde.
Hovedarkitekten bag købestænet var arkitekt O. Gundelach-Petersen.
Den første udstilling fandt sted i eksercerhuset i Øster Voldgade beliggende ved Fredericias Østerstrand.
I 1916 flyttede udstillingen til en nyopført udstillingsbygning på Nørrevold, Prins Christians Bastion.
Gennem årene blev udstillingsfaciliteterne udvidet flere gange, men i 1976 flyttede købestævnet til den nyopførte Dronning Margrethe Hallen, grundet pladsmangel i det gamle center.
Det gamle centers hovedbygning nedbrændte i 1984.
Det gamle udstillingsområde var beliggende mellem Prinsensgade, Købmagergade og Nørre Voldgade. Anno 2011 er byens politistation beliggende på området.

### Tidslinje for Dansk Købestævne i Fredericia
- 1910 – Fregatten Jylland besøger Fredericia med Dansk Arbejdes vandreudstilling.
- 1913 – Det første Danske Købestævne afholdes i Eksercerhuset.
- 1915 – Det andet Danske Købestævne afholdes i Eksercerhuset.
- 1916 – Det tredje Danske Købestævne afholdes. Købestævnets nye bygning på Prins Christians Bastion indvies.
- 1937 – Møbelhallen opføres.
- 1943 – Købestævnet aflyses på grund af tysk beslaglæggelse af bygningerne.
- 1946 – Det første købestævne afholdes efter anden verdenskrig.
- 1954 – Glashallen opføres.
- 1976 – Dronning Margrethe Hallen tages i brug.
- 1980 – Første købestævnebrand på det gamle udstillingsareal.
- 1984 – Andet købestævnebrand på det gamle udstillingsareal.
- 1985 – Møbel- og glashallen nedrives.
- 1986 – det sidste købestævne.